# Бирка
Бирка (швед. Birka) — крупнейший торговый центр шведских викингов в 800—975 гг., который упоминается в житии «северного апостола» св. Ансгара и в сочинениях Адама Бременского. С XIX века отождествляется с небольшим островком Бьёркё на озере Меларен, которое в эпоху викингов было заливом Балтийского моря. Состоит под охраной ЮНЕСКО как памятник Всемирного наследия.
Древнейший город на территории современной Швеции, Бирка служила конечным пунктом торгового пути, связывавшего Скандинавию с Арабским халифатом. Об этом свидетельствуют обильные находки арабских монет-дирхемов и других изделий из серебра с исламского Востока. В конце X века Бирка уступила своё политическое и экономическое значение Сигтуне, возможно, вследствие крупного пожара либо обмеления речных путей.

## Археологическое исследование
В 1871 году шведский исследователь Яльмар Стольпе, обнаружив на острове Бьёркё большое количество привозного янтаря, первым предположил существование здесь в раннем средневековье важного торгового центра. Он высказался в пользу отождествления острова с легендарной Биркой, имя которой известно только из латинских сочинений средневековых хронистов. В течение последующих 25 лет Стольпе раскопал на острове ок. 1200 погребений знати, в том числе в деревянных срубах под курганами. На острове Бьёркё обряд захоронения в подземных деревянных столбовых камерах-склепах прекратил свое существование вместе с исчезновением самого города в 70-х годах X века. Бьёрн Амбросиани считает, что в погребениях камерного типа с обилием оружия, украшений и предметов импорта были похоронены, с высокой долей вероятности, иноземные купцы, ибо в них прослеживается иной, не шведский похоронный обряд. Он считает такой обряд влиянием юга. Трупоположения в камерах, согласно А.-С. Грёслунд, демонстрируют тесную связь Бирки с Западной Европой. В могильнике Бирка нет захоронений по обряду трупоположения, близких к кургану № 11 в урочище Плакун. Анне Стальсберг считает, что вторичные захоронения, найденные в несожжённых камерах в Бирке, не идентичны одновременным парным погребениям с ладьёй в Гнёздовских курганах.
Судя по материалам Бирки и Ладоги обмен на материально-ценностном уровне установился в середине VIII века и достиг максимума к середине X века. По данным Г. С. Лебедева южнобалтийская керамика преобладала в Бирке в X веке. Характерной особенностью элитарной культуры Бирки являлось то, что она была насыщена элементами восточной и особенно восточноевропейской культуры. В погребениях Бирки найдены «восточноевропейские дружинные наборные пояса, сумки-ташки, восточного покроя шаровары, запашная одежда типа кафтана с бронзовыми пуговицами и тесьмой по краю, меховые русские шапки, женские плиссированные льняные и шёлковые рубахи, бусы и другие виды украшений».
Изыскания Я. Стольпе указывают на то, что в Бирке-Бьёркё существовала и крепость, а число постоянных жителей не превышало 500—600 человек, что существенно меньше сходных по времени поселений на Руси, Южной Балтике, в Дании (Хайтабу, Рерик, Рибе) и на полуострове Сконе (Уппокра). Между тем в средневековых текстах Бирка предстает крупным городом, она процветала ещё при жизни Адама Бременского, что не подтверждается собранным Я. Стольпе археологическим материалом.
Всё это заставляет усомниться в традиционном отождествлении острова Бьёркё с Биркой средневековых авторов. Действительно, никто из них не упоминает о расположении Бирки на острове, тем более в стране свеев. Адам Бременский, напротив, помещает её южнее в стране гётов.

## Походы на восток
Существует мнение, что выходцы из Бирки и окрестностей в VIII—IX веках, то есть ещё до основания Киевской Руси, проложили торговые пути на рынки Ближнего Востока и Средней Азии. Отряды скандинавов, называвшие себя викингами (от древнескандинавского vikingr — мореход), ходили по Волге, Днепру и Дону, собирая дань с местных славянских и финских племен с последующей продажей добычи в Константинополе, Багдаде, Бухаре и других торговых центрах Ближнего Востока и Средней Азии. Об этом свидетельствуют как многочисленные клады серебряных монет (дирхемов) и изделий восточной чеканки, обнаруженные в XIX—XX вв., так письменные свидетельства средневековых арабских и византийских хронистов.

## Берковец
Предполагается, что название русской меры веса «берковец» возникло из незасвидетельствованного словосочетания др.-рус. бьрковьскъ пѫдъ (берковский пуд), в котором прилагательное бьрковьскъ образовано от древнерусского названия города Бирка. В древнерусском языке это название, скорее всего, должно было звучать как Бьркы, в родительном падеже — Бьркъве. Из славянских земель в Бирку привозили мёд и воск и «берковский пуд» служил мерой их веса.

## Палеогенетика
Анализ ядерной ДНК скелета из камерного захоронения Bj.581 X века на острове Бьёркё, раскопанного Я. Стольпе в 1878 году, показал, что в могиле вместе с боевым топором, ножом, копьём, бронебойными стрелами, двумя щитами была похоронена женщина (Воительница из Бирки). У неё была определена митохондриальная гаплогруппа T2b. Вместе с человеком были захоронены две лошади — жеребец и кобыла. Изотопный анализ показал, что женщина не была местной уроженкой, а приехала в Бирку издалека ещё в детстве.